# 17028 Frankstadermann
17028 Frankstadermann è un asteroide della fascia principale. Scoperto nel 1999, presenta un'orbita caratterizzata da un semiasse maggiore pari a 2,226021 UA e da un'eccentricità di 0,206647, inclinata di 4,522976° rispetto all'eclittica. Ha un diametro di 1,951 km e un periodo di rotazione di 12,80411 ore.